# Steve Brace
Steve Brace (auch: Steven Brace; * 7. Juli 1961 in Bridgend) ist ein ehemaliger britischer Langstreckenläufer, der sich auf den Marathon spezialisiert hatte.
1985 wurde er walisischer Marathonmeister. 1988 hatte er seine ersten Erfolge bei internationalen Rennen: Er wurde Zwölfter beim London- und Sechster beim Chicago-Marathon in 2:11:50 h. 1989 gewann er den Paris-Marathon, 1990 wiederholte er diesen Sieg und wurde Dritter beim New-York-City-Marathon. Im Jahr darauf folgte einem siebten Platz in London ein Triumph beim Berlin-Marathon in 2:10:57. Bei den Olympischen Spielen in Barcelona belegte er den 27. Platz.
1994 gewann er den Dublin-Marathon, und 1996 stellte er als Zweiter des Houston-Marathons mit 2:10:35 seine persönliche Bestzeit auf. Bei den Olympischen Spielen in Atlanta kam er auf den 60. Platz.
Auf der Bahn wurde er je zweimal walisischer Meister im 5000- und im 10.000-Meter-Lauf.
Steve Brace ist 1,78 Meter groß und wog zu Wettkampfzeiten 68 kg. Er startete für den Bridgend Athletics Club und war nach seiner Karriere Director of Development bei Welsh Athletics.